# Le Dîner du 9
Pour plus de détails, voir Fiche technique et Distribution.
Le Dîner du 9 est un film muet français réalisé par Georges Monca, sorti en 1909.

## Fiche technique
- Titre : Le Dîner du 9
- Réalisation : Georges Monca
- Scénario : Adrien Vély
- Photographie :
- Montage :
- Société de production : Société cinématographique des auteurs et gens de lettres (S.C.A.G.L)
- Société de distribution : Pathé Frères
- Pays de production :  France
- Langue : français
- Métrage : 215 mètres
- Format : Noir et blanc — 35 mm — 1,33:1 — Muet
- Genre :  Comédie
- Durée : 7 minutes 10 secondes
- Date de sortie : 
  - France : 7 mai 1909

## Distribution
- Charles Prince
- Paul Landrin
- Louise Willy
- Albens